# Cereus pedunculatus
Cereus pedunculatus är en havsanemonart som först beskrevs av Thomas Pennant 1777.  Cereus pedunculatus ingår i släktet Cereus och familjen Sagartiidae. Inga underarter finns listade i Catalogue of Life.

## Bildgalleri

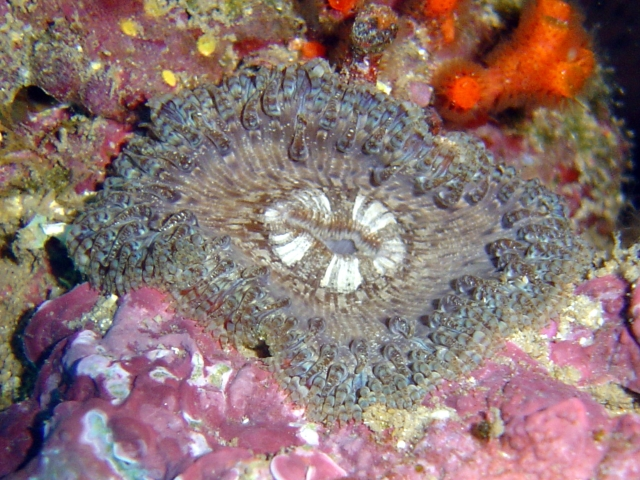
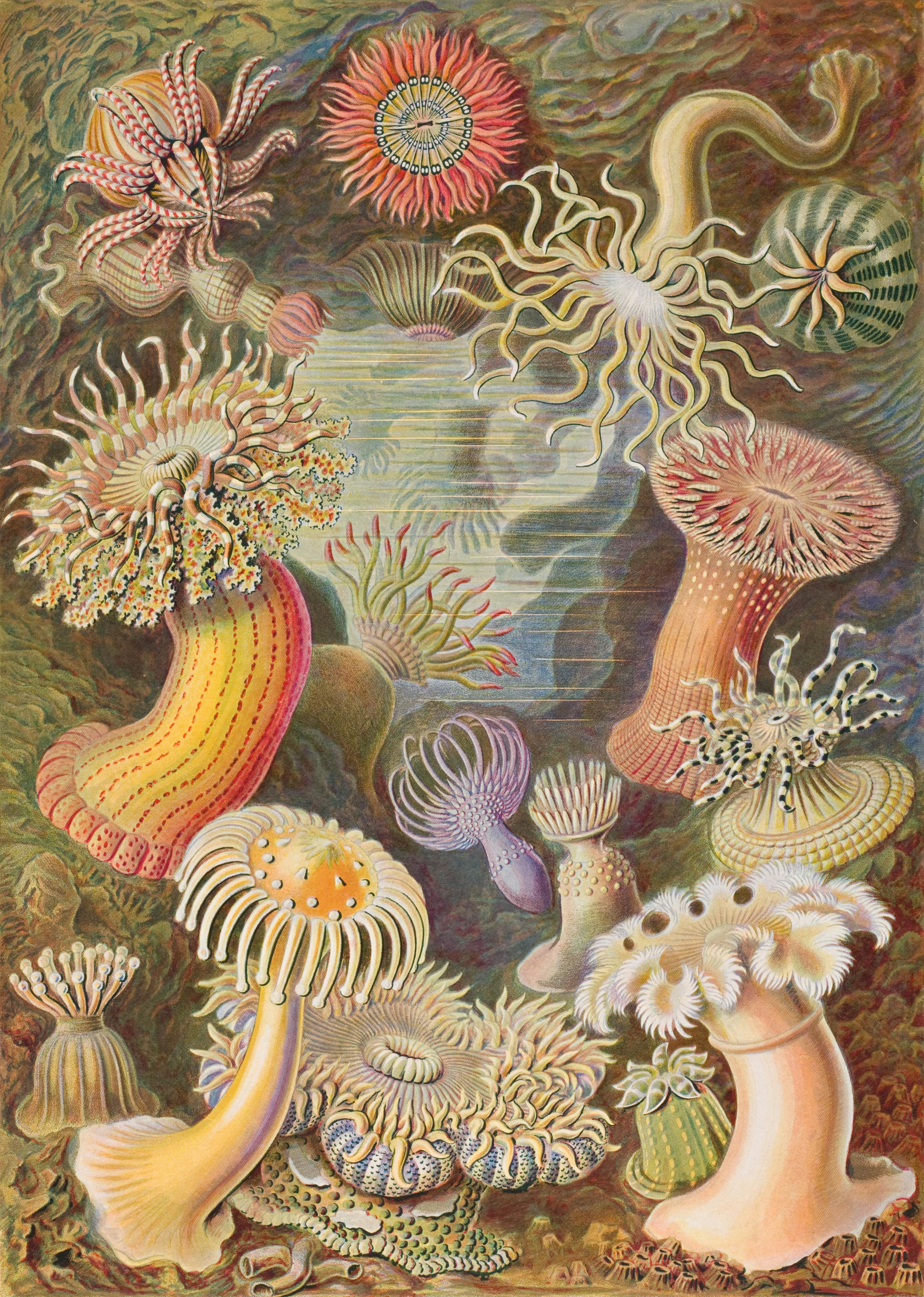